# Justus Corthum (Geistlicher, 1684)
Justus Corthum (* 28. Mai 1684 in Sülfeld; † 27. März 1731 in Altengamme) war ein deutscher evangelisch-lutherischer Geistlicher.

## Herkunft und Familie
Corthum wurde als Sohn des gleichnamigen Archidiakons an der Hauptkirche Sankt Nikolai in Hamburg, Justus Corthum (1653–1724), in Sülfeld in Holstein geboren, wo sein Vater damals Prediger war. Seine Mutter Anna Elisabeth Lütkens (1661–1700) war eine Tochter des Hamburger Kaufmanns Lucas Lütkens.
Der Hamburger Bürgermeister, Lucas Corthum (1688–1765), war sein jüngerer Bruder.
Von seinen Kindern aus der Ehe mit Maria Krochmann (1688–1748) war der Sohn Justus Johannes (1719–1738) Mitbegründer der Gesellschaft zur Aufnahme der deutschen Sprache und der freien Künste, starb aber schon als Gymnasiast und die Tochter Anna Maria (1721–1742) heiratete 1741 den Bergedorfer Bürgermeister Gerhard Binder (1706–1768), starb aber kurz darauf an den Blattern.

## Leben
In Sülfeld geboren, kam Corthum 1695 mit seinen Eltern nach Hamburg, da sein Vater Prediger an der Hauptkirche Sankt Nikolai geworden war. Er besuchte hier die Gelehrtenschule des Johanneums und schrieb sich nach seiner Schulbildung am 20. Oktober 1703 zum Studium der Theologie an der Universität Helmstedt ein. Im Jahr 1707 wechselte er an die Universität Leipzig und verfasste 1708 eine Dissertation bei Gottfried Olearius.
Nach seinem Studium kehrte Corthum im Jahr 1710 zurück nach Hamburg und wurde am 8. Mai 1711 unter die Kandidaten des Hamburger Ministeriums aufgenommen. Am 3. Juni 1716 wurde er zum Prediger an Sankt Nicolai in Altengamme gewählt und am 26. Juli 1716 von dem Senior Peter Theodor Seelmann in sein Amt eingeführt. Er verwaltete dieses Amt bis zu seinem Tod im Jahr 1731.

## Werke (Auswahl)
- Observationes philologicae et theologicae ad Evangelii Matthaei Cap. XII, comm. XIV.-XXI. Christian Götze, Leipzig 1708 (eingeschränkte Vorschau in der Google-Buchsuche).